# Rick Nowels
Richard Wright Nowels Jr., más conocido como Rick Nowels, (nacido el 16 de marzo de 1954) es un escritor y productor musical estadounidense. Es multinstrumentista y ha colaborado con varios artistas, incluyendo a Lana Del Rey, Adele, Kesha, Marina and the Diamonds, Lykke Li, Jamie xx, Brandon Flowers, Madonna, Cee-Lo Green, Sia, Dido, New Radicals, Rod Stewart, Nelly Furtado, John Legend, Andre 3000, Tiësto, Santana, Tupac Shakur, Fleetwood Mac, Belinda Carlisle, Melanie C, Geri Halliwell y Stevie Nicks.
Nowels también escribió junto a Céline Dion, la canción Falling into You que ganó el Premio Grammy a álbum del año en 1997. Otro premio fue el Premio Ivor Novello para el Hit internacional del año en 2004, con "White Flag" que escribió con la cantante Dido.

## Discografía
| Título                                                                  | Año          | Artista(s)                            | Álbum                                          | Crédito                        | Escrito con                                                   | Producido con                                                              |
| ----------------------------------------------------------------------- | ------------ | ------------------------------------- | ---------------------------------------------- | ------------------------------ | ------------------------------------------------------------- | -------------------------------------------------------------------------- |
| "Lydia!"                                                                | 1981         | Marty Balin                           | Balin                                          | Coescritor                     | Marty Balin                                                   | -                                                                          |
| "I Can't Wait"                                                          | 1985         | Stevie Nicks                          | Rock a little                                  | Coescritor, coproductor        | Stevie Nicks, Eric Pressly                                    | Jimmy Iovine                                                               |
| "Sister Honey"                                                          | 1985         | Stevie Nicks                          | Rock a little                                  | Productor                      | -                                                             | -                                                                          |
| "The Nightmare"                                                         | 1985         | Stevie Nicks                          | Rock a little                                  | Productor                      | -                                                             | -                                                                          |
| "If I Were You"                                                         | 1985         | Stevie Nicks                          | Rock a little                                  | Coescritor, productor          | Stevie Nicks                                                  | -                                                                          |
| "Has Anyone Ever Written Anything for You?"                             | 1985         | Stevie Nicks                          | Rock a little                                  | Productor                      | -                                                             | -                                                                          |
| "Just Lust"                                                             | 1986         | Joan Jett and The Blackhearts         | Good Music                                     | Coescritor                     | Terry Abrahamson                                              | -                                                                          |
| "Spirit of Love"                                                        | 1986         | Laura Branigan                        | Touch                                          | Coescritor                     | Ellen Shipley, Billy Steinberg                                | -                                                                          |
| "Heaven Is a Place on Earth"                                            | 1987         | Belinda Carlisle                      | Heaven On Earth                                | Coescritor, productor          | Ellen Shipley                                                 | -                                                                          |
| "Circle In The Sand"                                                    | 1987         | Belinda Carlisle                      | Heaven On Earth                                | Coescritor, productor          | Ellen Shipley                                                 | -                                                                          |
| "I Feel Free"                                                           | 1987         | Belinda Carlisle                      | Heaven On Earth                                | Productor                      | -                                                             | -                                                                          |
| "Should I Let You In?"                                                  | 1987         | Belinda Carlisle                      | Heaven On Earth                                | Productor                      | -                                                             | -                                                                          |
| "World Without You"                                                     | 1987         | Belinda Carlisle                      | Heaven On Earth                                | Productor                      | -                                                             | -                                                                          |
| "I Get Weak"                                                            | 1987         | Belinda Carlisle                      | Heaven On Earth                                | Productor                      | -                                                             | -                                                                          |
| "We Can Change"                                                         | 1987         | Belinda Carlisle                      | Heaven On Earth                                | Coescritor, productor          | Charlotte Caffey                                              | -                                                                          |
| "Fool For Love"                                                         | 1987         | Belinda Carlisle                      | Heaven On Earth                                | Productor                      | -                                                             | -                                                                          |
| "Nobody Owns Me"                                                        | 1987         | Belinda Carlisle                      | Heaven On Earth                                | Productor                      | -                                                             | -                                                                          |
| "Love Never Dies"                                                       | 1987         | Belinda Carlisle                      | Heaven On Earth                                | Coescritor, productor          | Charlotte Caffey, Thomas Caffey                               | -                                                                          |
| "Heart Wars"                                                            | 1987         | Jennifer Rush                         | Heart Over Mind                                | Coescritor                     | Desmond Child                                                 | -                                                                          |
| "Big Time For Love"                                                     | 1987         | John Waite                            | Rover's Return                                 | Coescritor                     | John Waite                                                    | -                                                                          |
| "Perfect View"                                                          | 1989         | The Graces                            | Perfect View                                   | Coproductor                    | -                                                             | Ellen Shipley                                                              |
| "Time Waits For No One"                                                 | 1989         | The Graces                            | Perfect View                                   | Productor                      | -                                                             | -                                                                          |
| "Leave a Light On"                                                      | 1989         | Belinda Carlisle                      | Runaway Horses                                 | Coescritor, productor          | Ellen Shipley                                                 | -                                                                          |
| "Runaway Horses"                                                        | 1989         | Belinda Carlisle                      | Runaway Horses                                 | Coescritor, productor          | Ellen Shipley                                                 | -                                                                          |
| "Vision of You"                                                         | 1989         | Belinda Carlisle                      | Runaway Horses                                 | Coescritor, productor          | Ellen Shipley                                                 | -                                                                          |
| "Summer Rain"                                                           | 1989         | Belinda Carlisle                      | Runaway Horses                                 | Productor                      | -                                                             | -                                                                          |
| "La Luna"                                                               | 1989         | Belinda Carlisle                      | Runaway Horses                                 | Coescritor, productor          | Ellen Shipley                                                 | -                                                                          |
| "(We Want) The Same Thing"                                              | 1989         | Belinda Carlisle                      | Runaway Horses                                 | Coescritor, productor          | Ellen Shipley                                                 | -                                                                          |
| "Deep Deep Ocean"                                                       | 1989         | Belinda Carlisle                      | Runaway Horses                                 | Productor                      | -                                                             | -                                                                          |
| "Valentine"                                                             | 1989         | Belinda Carlisle                      | Runaway Horses                                 | Productor                      | -                                                             | -                                                                          |
| "Whatever It Takes"                                                     | 1989         | Belinda Carlisle                      | Runaway Horses                                 | Coescritor, productor          | Ellen Shipley                                                 | -                                                                          |
| "Shades of Michaelangelo"                                               | 1989         | Belinda Carlisle                      | Runaway Horses                                 | Productor                      | -                                                             | -                                                                          |
| "Rooms on Fire"                                                         | 1989         | Stevie Nicks                          | The Other Side Of The Mirror                   | Coescritor                     | Stevie Nicks                                                  | -                                                                          |
| "Long Way to Go"                                                        | 1989         | Stevie Nicks                          | The Other Side Of The Mirror                   | Coescritor                     | Stevie Nicks, Charles Judge                                   | -                                                                          |
| "Two Kinds of Love" (with Bruce Hornsby)                                | 1989         | Stevie Nicks                          | The Other Side Of The Mirror                   | Coescritor                     | Stevie Nicks, Rupert Hine                                     | -                                                                          |
| "Ooh My Love"                                                           | 1989         | Stevie Nicks                          | The Other Side Of The Mirror                   | Coescritor                     | Stevie Nicks                                                  | -                                                                          |
| "What Does It Take?" (featuring Belinda Carlisle)                       | 1989         | Then Jerico                           | The Big Area                                   | Productor                      | -                                                             | -                                                                          |
| "Reeling"                                                               | 1989         | Then Jerico                           | The Big Area                                   | Productor                      | -                                                             | -                                                                          |
| "Where You Lie"                                                         | 1989         | Then Jerico                           | The Big Area                                   | Productor                      | -                                                             | -                                                                          |
| "Sugar Box"                                                             | 1989         | Then Jerico                           | The Big Area                                   | Productor                      | -                                                             | -                                                                          |
| "Helpless"                                                              | 1989         | Then Jerico                           | The Big Area                                   | Productor                      | -                                                             | -                                                                          |
| "Lay Down Your Guns"                                                    | 1990         | Jimmy Barnes                          | Two Fires                                      | Coescritor                     | Jimmy Barnes                                                  | -                                                                          |
| "Live Your Life Be Free"                                                | 1991         | Belinda Carlisle                      | Live Your Life Be Free                         | Coescritor, productor          | Ellen Shipley                                                 | -                                                                          |
| "Do You Feel Like I Feel?"                                              | 1991         | Belinda Carlisle                      | Live Your Life Be Free                         | Coescritor, productor          | Ellen Shipley                                                 | -                                                                          |
| "You Came Out of Nowhere"                                               | 1991         | Belinda Carlisle                      | Live Your Life Be Free                         | Coescritor, productor          | David Munday                                                  | David Munday                                                               |
| "You're Nothing Without Me"                                             | 1991         | Belinda Carlisle                      | Live Your Life Be Free                         | Escritor, productor            | -                                                             | -                                                                          |
| "I Plead Insanity"                                                      | 1991         | Belinda Carlisle                      | Live Your Life Be Free                         | Coescritor, coproductor        | David Munday, Kushla Prasad                                   | David Munday                                                               |
| "Emotional Highway"                                                     | 1991         | Belinda Carlisle                      | Live Your Life Be Free                         | Coescritor, productor          | Ellen Shipley                                                 | -                                                                          |
| "Love Revolution"                                                       | 1991         | Belinda Carlisle                      | Live Your Life Be Free                         | Escritor, productor            | -                                                             | -                                                                          |
| "World of Love"                                                         | 1991         | Belinda Carlisle                      | Live Your Life Be Free                         | Productor                      | -                                                             | -                                                                          |
| "Love Is Holy"                                                          | 1992         | Kim Wilde                             | Love Is                                        | Coescritor, productor          | Ellen Shipley                                                 | -                                                                          |
| "A Miracle's Coming"                                                    | 1992         | Kim Wilde                             | Love Is                                        | Coescritor, productor          | Kim Wilde, Ricky Wilde                                        | -                                                                          |
| "I Won't Change The Way That I Feel"                                    | 1992         | Kim Wilde                             | Love Is                                        | Coescritor, productor          | Kim Wilde                                                     | -                                                                          |
| "Unwanted Child"                                                        | 1992         | Jennifer Rush                         | Jennifer Rush                                  | Coescritor, productor          | Ellen Shipley                                                 | -                                                                          |
| "Vision of You"                                                         | 1992         | Jennifer Rush                         | Jennifer Rush                                  | Coescritor, productor          | Ellen Shipley                                                 | -                                                                          |
| "Body and Soul"                                                         | 1994         | Anita Baker                           | Rhythm of Love                                 | Coescritor                     | Ellen Shipley                                                 |                                                                            |
| "You Never Love The Same Way Twice"                                     | 1994         | Rozalla                               | Look No Further                                | Coescritor                     | Dave Munday, Lamont Herbert Dozier                            | -                                                                          |
| "Maybe Love Will Change Your Mind"                                      | 1994         | Stevie Nicks                          | Street Angel                                   | Coescritor                     | Sandy Stewart                                                 | -                                                                          |
| "Falling Into You"                                                      | 1994         | Marie Claire D'Ubaldo                 | Marie Claire D'Ubaldo                          | Coescritor, coproductor        | Marie Claire D'Ubaldo, Billy Steinberg                        | Billy Steinberg                                                            |
| "My Father's Eyes"                                                      | 1994         | Marie Claire D'Ubaldo                 | Marie Claire D'Ubaldo                          | Coescritor, coproductor        | Marie Claire D'Ubaldo, Billy Steinberg                        | Billy Steinberg                                                            |
| "No Turning Back"                                                       | 1994         | Marie Claire D'Ubaldo                 | Marie Claire D'Ubaldo                          | Coescritor, coproductor        | Marie Claire D'Ubaldo, Billy Steinberg                        | Billy Steinberg                                                            |
| "Sleeping With An Angel"                                                | 1995         | Real McCoy                            | Another Night                                  | Coescritor                     | Billy Steinberg                                               | -                                                                          |
| "Naked and Sacred"                                                      | 1995         | Chynna Phillips                       | Naked and Sacred                               | Coescritor, coproductor        | Chynna Phillips, Billy Steinberg                              | Billy Steinberg                                                            |
| "Remember Me"                                                           | 1995         | Chynna Phillips                       | Naked and Sacred                               | Coescritor, coproductor        | Chynna Phillips                                               | -                                                                          |
| "Crossing The River"                                                    | 1995         | The Devlins                           | Batman Forever Soundtrack                      | Coescritor, coproductor        | Billy Steinberg, Colin Devlin                                 | Billy Steinberg, Garry Hughes, The Devlins                                 |
| "In Too Deep"                                                           | 1995         | Jenny Morris                          | Salvation Jane                                 | Escritor, Productor            | -                                                             | -                                                                          |
| "In Too Deep"                                                           | 1996         | Belinda Carlisle                      | A Woman and A Man                              | Escritor                       | -                                                             | -                                                                          |
| "California"                                                            | 1996         | Belinda Carlisle                      | A Woman and A Man                              | Coescritor                     | Billy Steinberg, María Vidal                                  | -                                                                          |
| "Remember September"                                                    | 1996         | Belinda Carlisle                      | A Woman and A Man                              | Coescritor                     | Ellen Shipley                                                 | -                                                                          |
| "Love in the Key of C"                                                  | 1996         | Belinda Carlisle                      | A Woman and A Man                              | Writer                         | -                                                             | -                                                                          |
| "My Heart Goes Out to You"                                              | 1996         | Belinda Carlisle                      | A Woman and A Man                              | Coescritor                     | Anders Bagge, Allen Rich                                      | -                                                                          |
| "I Wouldn't Be Here If I Didn't Love You"                               | 1996         | Belinda Carlisle                      | Stolen Hearts OST                              | Writer, Producer               | -                                                             | -                                                                          |
| "Sex Will Keep Us Together"                                             | 1996         | Divinyls                              | Underworld                                     | Coescritor                     | Christina Amphlett, Ellen Shipley                             | -                                                                          |
| "One & One"                                                             | 1996         | Robert Miles featuring Maria Nayler   | Dreamland                                      | Coescritor                     | Marie Claire D'Ubaldo, Billy Steinberg                        | -                                                                          |
| "Falling Into You"                                                      | 1996         | Celine Dion                           | Falling Into You                               | Coescritor, coproductor        | Marie Claire D'Ubaldo, Billy Steinberg                        | Billy Steinberg                                                            |
| "The Power of Good-Bye"                                                 | 1997         | Madonna                               | Ray of Light                                   | Coescritor                     | Madonna                                                       | -                                                                          |
| "To Have and Not to Hold"                                               | 1997         | Madonna                               | Ray of Light                                   | Coescritor                     | Madonna                                                       | -                                                                          |
| "Little Star"                                                           | 1997         | Madonna                               | Ray of Light                                   | Coescritor                     | Madonna                                                       | -                                                                          |
| "One & One"                                                             | 1997         | Edyta Gorniak                         | Edyta Gorniak                                  | Coescritor                     | Marie Claire D'Ubaldo, Billy Steinberg                        | -                                                                          |
| "If I Give Myself (Up) To You"                                          | 1997         | Edyta Gorniak                         | Edyta Gorniak                                  | Coescritor                     | Billy Steinberg, K Tonio                                      | -                                                                          |
| "Naked Without You"                                                     | 1997         | Roachford                             | Feel                                           | Coescritor                     | Andrew Roachford, Billy Steinberg                             | -                                                                          |
| "Intimacy"                                                              | 1997         | The Corrs                             | Talk on Corners                                | Coescritor, coproductor        | Neil Giraldo, Billy Steinberg                                 | Billy Steinberg                                                            |
| "Naked and Sacred"                                                      | 1997         | Maria Nayler                          | -                                              | Coescritor                     | Chynna Phillips                                               | -                                                                          |
| "L'Éclat De Nos Cœurs"                                                  | 1997         | Native                                | Couleurs De L'Amour                            | Coescritor                     | Laura Mayne, Billy Steinberg, Pascale Hospital                | -                                                                          |
| "Intimacy"                                                              | 1997         | Meja                                  | Seven Sisters                                  | Coescritor                     | Neil Giraldo, Billy Steinberg                                 | -                                                                          |
| "You Get What You Give"                                                 | 1998         | New Radicals                          | Maybe You've Been Brainwashed Too              | Coescritor                     | Gregg Alexander                                               | -                                                                          |
| "Thinking Of You (I Drive Myself Crazy)"                                | 1998         | *NSYNC                                | The Winter Album                               | Coescritor                     | Allan Rich, Ellen Shipley                                     | -                                                                          |
| "I Was Thinking Of You"                                                 | 1998         | The Tuesdays                          | The Tuesdays                                   | Coescritor                     | C. Forbes, Billy Steinberg                                    | -                                                                          |
| "Open Mind"                                                             | 1998         | Des'ree                               | Life                                           | Coescritor, coproductor        | David Munday, Des'ree                                         | David Munday, Des'ree                                                      |
| "Get A Life"                                                            | 1998         | Des'ree                               | Life                                           | Coescritor, coproductor        | Des'ree                                                       | Des'ree                                                                    |
| "Naked Without You"                                                     | 1998         | Taylor Dayne                          | Naked Without You                              | Coescritor                     | Andrew Roachford, Billy Steinberg                             | -                                                                          |
| "I Have Always Loved You"                                               | 1998         | No Mercy                              | More                                           | Coescritor                     | Marie Claire D'Ubaldo, Billy Steinberg                        | -                                                                          |
| "Time"                                                                  | 1998         | Des'ree                               | Supernatural                                   | Escritor productor             | -                                                             | -                                                                          |
| "Everytime It Rains"                                                    | 1998         | Ace of Base                           | Cruel Summer                                   | Coescritor                     | Billy Steinberg, Maria Vidal                                  | -                                                                          |
| "The Heart's Lone Desire"                                               | 1998         | Matthew Marsden                       | -                                              | Coescritor, coproductor        | Billy Steinberg, Greg Fitzgerald, John Reid                   | Greg Fitzgerald                                                            |
| "Will You Be With Me?"                                                  | 1998         | Maria Nayler                          | Will You Be With Me? / Love Is The God         | Coescritor                     | Billy Steinberg, Martika                                      | -                                                                          |
| "Northern Star"                                                         | 1999         | Melanie C                             | Northern Star                                  | Coescritor                     | Melanie C                                                     | -                                                                          |
| "I Turn to You"                                                         | 1999         | Melanie C                             | Northern Star                                  | Coescritor, coproductor        | Melanie C, Billy Steinberg                                    | Rob Playford                                                               |
| "If That Were Me"                                                       | 1999         | Melanie C                             | Northern Star                                  | Coescritor, productor          | Melanie C                                                     | -                                                                          |
| "Closer"                                                                | 1999         | Melanie C                             | Northern Star                                  | Coescritor                     | Melanie C, Billy Steinberg                                    | -                                                                          |
| "Feel the Sun"                                                          | 1999         | Melanie C                             | Northern Star                                  | Coescritor                     | Melanie C                                                     | -                                                                          |
| "A Prayer for Everyone"                                                 | 1999         | Belinda Carlisle                      | A Place on Earth: The Greatest Hits            | Coescritor                     | Billy Steinberg, Marie Claire D'Ubaldo                        | -                                                                          |
| "Anywhere But Here"                                                     | 1999         | K.D.Lang                              | Anywhere But Here OST                          | Coescritor                     | K.D.Lang                                                      |                                                                            |
| "Naked Without You"                                                     | 1999         | Joe Cocker                            | No Ordinary World                              | Coescritor                     | Andrew Roachford, Billy Steinberg                             | -                                                                          |
| "Loving You"                                                            | 1999         | Me & My                               | Let The Love Go On                             | Coescritor                     | Billy Steinberg, Susanne Georgi, Pernille Georgi              | -                                                                          |
| "Sexual"                                                                | 1999         | Amber                                 | Amber                                          | Coescritor                     | Billy Steinberg, Marie Claire D'Ubaldo                        | -                                                                          |
| "Above the Clouds"                                                      | 1999         | Amber                                 | Amber                                          | Coescritor                     | Billy Steinberg, Marie Claire D'Ubaldo                        | -                                                                          |
| "Love One Another"                                                      | 1999         | Amber                                 | Amber                                          | Coescritor                     | Billy Steinberg, Marie Claire D'Ubaldo                        | -                                                                          |
| "I Have Always Loved You"                                               | 1999         | Enrique Iglesias                      | Enrique                                        | Coescritor                     | Marie Claire D'Ubaldo, Billy Steinberg                        | -                                                                          |
| "Bless You Child"                                                       | 2000         | Bette Midler                          | Bette                                          | Coescritor, coproductor        | Marie Claire D'Ubaldo, Billy Steinberg                        | Don Was                                                                    |
| "Inner Smile"                                                           | 2000         | Texas                                 | Texas - The Greatest Hits                      | Coescritor                     | Gregg Alexander, Johnny McElhone, Sharleen Spiteri            | -                                                                          |
| "He'll Come Home"                                                       | 2000         | Rita                                  | Time for Peace                                 | Coescritor                     | Marie Claire D'Ubaldo, Billy Steinberg                        | -                                                                          |
| "Sky"                                                                   | 2000         | Sonique                               | Hear My Cry                                    | Coescritor, coproductor        | Sonique                                                       | Thunderpuss                                                                |
| "Whatever Turns You On"                                                 | 2000         | Devin                                 | Here On Earth OST                              | Coescritor, coproductor        | Gregg Alexander                                               | Gregg Alexander                                                            |
| "Girl In Tears"                                                         | 2000         | MyTown                                | MyTown                                         | Coescritor, coproductor        | Billy Steinberg, Danny O'Donoghue, Marc Sheehan               | Billy Steinberg                                                            |
| "Life Is A Rollercoaster"                                               | 2000         | Ronan Keating                         | Ronan                                          | Coescritor, coproductor        | Gregg Alexander                                               | Gregg Alexander                                                            |
| "Heal Me"                                                               | 2000         | Ronan Keating                         | Ronan                                          | Coescritor, coproductor        | Gregg Alexander                                               | Gregg Alexander                                                            |
| "Fuoco Nel Fuoco"                                                       | 2000         | Eros Ramazzotti                       | Stilelibero                                    | Productor                      | -                                                             | -                                                                          |
| "Più Che Puoi" (duet with Cher)                                         | 2000         | Eros Ramazzotti                       | Stilelibero                                    | Productor                      | -                                                             | -                                                                          |
| "The Consequences Of Falling"                                           | 2000         | K.D.Lang                              | Invincible Summer                              | Coescritor, coproductor        | Marie Claire D'Ubaldo, Billy Steinberg                        | -                                                                          |
| "I Wonder What It Would Be Like"                                        | 2000         | Melanie C                             | Never Be The Same Again                        | Coescritor, coproductor        | Melanie C, Billy Steinberg                                    | Billy Steinberg                                                            |
| "Be Free"                                                               | 2001         | Live Element                          | Be Free                                        | Coescritor                     | Chris Malinchak, Greg Bahary, J. Garcia, Ellen Shipley        | -                                                                          |
| "I Miss You"                                                            | 2001         | Stevie Nicks                          | Trouble In Shangri-La                          | Coescritor, coproductor        | Stevie Nicks                                                  | -                                                                          |
| "Erase Her"                                                             | 2001         | LFO                                   | Life Is Good                                   | Coescritor, coproductor        | Rich Cronin                                                   | Wayne Rodrigues                                                            |
| "Dandelion"                                                             | 2001         | LFO                                   | Life Is Good                                   | Coescritor, coproductor        | Rich Cronin, Wayne Rodrigues                                  | Wayne Rodrigues                                                            |
| "Standing Still"                                                        | 2001         | Jewel                                 | This Way                                       | Coescritor                     | Jewel                                                         | -                                                                          |
| "I Won't Walk Away"                                                     | 2001         | Jewel                                 | This Way                                       | Coescritor                     | Jewel                                                         | -                                                                          |
| "This Way"                                                              | 2001         | Jewel                                 | This Way                                       | Coescritor                     | Jewel                                                         | -                                                                          |
| "Love One Another"                                                      | 2001         | Cher                                  | Living Proof                                   | Coescritor, coproductor        | Marie Claire D'Ubaldo, Billy Steinberg                        | Chris Cox, Wayne Rodrigues                                                 |
| "Scream If You Wanna Go Faster"                                         | 2001         | Geri Halliwell                        | Scream If You Wanna Go Faster                  | Coescritor, productor          | Geri Halliwell                                                | -                                                                          |
| "Shake Your Bootie Cutie"                                               | 2001         | Geri Halliwell                        | Scream If You Wanna Go Faster                  | Coescritor, productor          | Geri Halliwell, Gregg Alexander                               | -                                                                          |
| "Strength Of A Woman"                                                   | 2001         | Geri Halliwell                        | Scream If You Wanna Go Faster                  | Coescritor, productor          | Geri Halliwell                                                | -                                                                          |
| "Destiny"                                                               | 2001         | Geri Halliwell                        | Calling                                        | Coescritor                     | Geri Halliwell                                                | Wayne Rodrigues                                                            |
| "I Can't Deny It"                                                       | 2001         | Rod Stewart                           | The Story So Far: The Very Best of Rod Stewart | Coescritor                     | Gregg Alexander                                               | -                                                                          |
| "Yes"                                                                   | 2001         | Amber                                 | Yes                                            | Coescritor                     | Marie Claire D'Ubaldo, Billy Steinberg                        | -                                                                          |
| "The Game Of Love" Featuring Michelle Branch                            | 2002         | Santana                               | Shaman                                         | Coescritor                     | Gregg Alexander                                               | -                                                                          |
| "Tears From The Moon"                                                   | 2002         | Conjure One featuring Sinead O'Connor | Conjure One                                    | Coescritor                     | Kyoto Peggy Baertsoen, Billy Steinberg                        | -                                                                          |
| "Tears From The Moon"                                                   | 2002         | Lunascape                             | Reflecting Seyelence                           | Coescritor                     | Kyoto Peggy Baertsoen, Billy Steinberg                        | -                                                                          |
| "Never Such A Long Time"                                                | 2002         | Lamya                                 | Learning From Falling                          | Escritor                       | -                                                             | -                                                                          |
| "Lift Me Up"                                                            | 2002         | Olivia Newton John with Darren Hayes  | 2                                              | Coescritor, coproductor        | Darren Hayes                                                  | Charles Fisher                                                             |
| "Sleep with me"                                                         | 2002         | Edyta Górniak                         | Perła                                          | Coescritor                     | Marie Claire D'Ubaldo, Billy Steinberg                        | -                                                                          |
| "I Love It When We Do"                                                  | 2002         | Ronan Keating                         | Destination                                    | Coescritor, coproductor        | Gregg Alexander                                               | Gregg Alexander                                                            |
| "Love Won't Work (If We Don't Try)"                                     | 2002         | Ronan Keating                         | Destination                                    | Coescritor, coproductor        | Gregg Alexander                                               | Gregg Alexander                                                            |
| "Come Be My Baby"                                                       | 2002         | Ronan Keating                         | Destination                                    | Coescritor, coproductor        | Gregg Alexander                                               | Gregg Alexander                                                            |
| "Lovin' Each Day"                                                       | 2002         | Ronan Keating                         | Destination                                    | Coescritor, coproductor        | Gregg Alexander                                               | Gregg Alexander                                                            |
| "My One Thing That's Real"                                              | 2002         | Ronan Keating                         | Destination                                    | Coescritor, coproductor        | Gregg Alexander                                               | Gregg Alexander                                                            |
| "Time for Love"                                                         | 2002         | Ronan Keating                         | Destination                                    | Coescritor, coproductor        | Gregg Alexander                                               | Gregg Alexander                                                            |
| "Blown Away"                                                            | 2002         | Ronan Keating                         | Destination                                    | Coescritor, coproductor        | Gregg Alexander                                               | Gregg Alexander                                                            |
| "As Much As I Can Give You Girl"                                        | 2002         | Ronan Keating                         | Destination                                    | Coescritor, coproductor        | Gregg Alexander                                               | Gregg Alexander                                                            |
| "Pickin' Me Up"                                                         | 2002         | Ronan Keating                         | Destination                                    | Coescritor, coproductor        | Gregg Alexander, Ronan Keating                                | Gregg Alexander                                                            |
| "Creepin' Up on You"                                                    | 2002         | Darren Hayes                          | Spin                                           | Coescritor, productor          | Darren Hayes                                                  | -                                                                          |
| "I Can't Ever Get Enough of You"                                        | 2002         | Darren Hayes                          | Spin                                           | Coescritor, productor          | Darren Hayes                                                  | -                                                                          |
| "Like It or Not"                                                        | 2002         | Darren Hayes                          | Spin                                           | Coescritor, productor          | Darren Hayes                                                  | -                                                                          |
| "What You Like"                                                         | 2002         | Darren Hayes                          | Spin                                           | Coescritor, productor          | Darren Hayes                                                  | -                                                                          |
| "Think Positive"                                                        | 2002         | Maria Montel                          | Think Positive                                 | Coescritor                     | Billy Steinberg, Maria Montell                                | -                                                                          |
| "Hard Candy"                                                            | 2002         | Maria Montel                          | Think Positive                                 | Coescritor                     | Billy Steinberg, Maria Montell                                | -                                                                          |
| "When You Say You Love Me"                                              | 2002         | Clay Aiken                            | Measure of a Man                               | Coescritor, productor          | Darren Hayes                                                  | -                                                                          |
| "Sweet Temptation"                                                      | 2002         | Jewel                                 | 0304                                           | Coescritor                     | Jewel                                                         | -                                                                          |
| "Yes You Can"                                                           | 2002         | Jewel                                 | 0304                                           | Coescritor                     | Jewel                                                         | -                                                                          |
| "Believer"                                                              | 2002         | Jennie Löfgren                        | Meant To Be                                    | Coescritor, coproductor        | Jennie Löfgren, Billy Steinberg                               | Anders Herrlin, Jennie Löfgren - Anders Herrlin - Producent:Jennie Löfgren |
| "Meant To Be"                                                           | 2002         | Jennie Löfgren                        | Meant To Be                                    | Coescritor, coproductor        | Jennie Löfgren, Billy Steinberg                               | Anders Herrlin, Jennie Löfgren - Anders Herrlin - Producent:Jennie Löfgren |
| "This Day"                                                              | 2002         | Jennie Löfgren                        | Meant To Be                                    | Coescritor, coproductor        | Jennie Löfgren, Billy Steinberg, Rob Playford                 | Anders Herrlin, Jennie Löfgren - Anders Herrlin - Producent:Jennie Löfgren |
| "Sleep"                                                                 | 2002         | Jennie Löfgren                        | Meant To Be                                    | Coescritor, coproductor        | Marie Claire D'Ubaldo, Billy Steinberg                        | -                                                                          |
| "Everybody Finds Out"                                                   | 2003         | Fleetwood Mac                         | Say You Will                                   | Coescritor                     | Stevie Nicks                                                  | -                                                                          |
| "Inferno High Love"                                                     | 2003         | Kelli Ali                             | Tigermouth                                     | Coescritor, coproductor        | Kelli Ali                                                     | Kelli Ali                                                                  |
| "Teardrop Hittin' The Ground"                                           | 2003         | Kelli Ali                             | Tigermouth                                     | Coescritor, coproductor        | Kelli Ali                                                     | Kelli Ali                                                                  |
| "Keep On Dreaming"                                                      | 2003         | Kelli Ali                             | Tigermouth                                     | Coescritor, coproductor        | Kelli Ali                                                     | Kelli Ali, Wayne Rodrigues                                                 |
| "Angel In L.A."                                                         | 2003         | Kelli Ali                             | Tigermouth                                     | Coescritor, coproductor        | Kelli Ali                                                     | Kelli Ali                                                                  |
| "Here Comes The Summer"                                                 | 2003         | Kelli Ali                             | Tigermouth                                     | Coescritor, coproductor        | Kelli Ali                                                     | Kelli Ali, Marius De Vries                                                 |
| "Fellow Man"                                                            | 2003         | Kelli Ali                             | Tigermouth                                     | Coescritor, coproductor        | Kelli Ali, Wayne Rodrigues                                    | Kelli Ali, Wayne Rodrigues                                                 |
| "Queen Of The World"                                                    | 2003         | Kelli Ali                             | Tigermouth                                     | Coescritor, coproductor        | Kelli Ali                                                     | Kelli Ali                                                                  |
| "Wings In Motion"                                                       | 2003         | Kelli Ali                             | Tigermouth                                     | Coescritor, coproductor        | Kelli Ali                                                     | Kelli Ali                                                                  |
| "The Infinite Stars"                                                    | 2003         | Kelli Ali                             | Tigermouth                                     | Coescritor, coproductor        | Kelli Ali                                                     | Kelli Ali, Marius De Vries                                                 |
| "Kids"                                                                  | 2003         | Kelli Ali                             | Tigermouth                                     | Coescritor, coproductor        | Kelli Ali                                                     | Kelli Ali                                                                  |
| "Tigermouth (Hidden Track)"                                             | 2003         | Kelli Ali                             | Tigermouth                                     | Coescritor, coproductor        | Kelli Ali                                                     | Kelli Ali                                                                  |
| "Believer"                                                              | 2003         | Atomic Kitten                         | Ladies Night                                   | Coescritor                     | Billy Steinberg, Jennie Löfgren                               | -                                                                          |
| "On The Horizon"                                                        | 2003         | Melanie C                             | Reason                                         | Coescritor, coproductor        | Gregg Alexander, Melanie C                                    | Gregg Alexander                                                            |
| "Action"                                                                | 2003         | Holly Valance                         | State of Mind                                  | Coescritor, coproductor        | Billy Steinberg, Tom Nichols, Holly Valance                   | Billy Steinberg, Tom Nichols                                               |
| "White Flag"                                                            | 2003         | Dido                                  | Life For Rent                                  | Coescritor, coproductor        | Dido Armstrong, Rollo Armstrong                               | Dido Armstrong, Rollo Armstrong                                            |
| "Sand in My Shoes"                                                      | 2003         | Dido                                  | Life For Rent                                  | Coescritor, coproductor        | Dido Armstrong                                                | Dido Armstrong, Rollo Armstrong                                            |
| "Do You Have a Little Time?"                                            | 2003         | Dido                                  | Life For Rent                                  | Coescritor, coproductor        | Dido Armstrong, Mark Bates                                    | Dido Armstrong, Rollo Armstrong                                            |
| "This Land Is Mine"                                                     | 2003         | Dido                                  | Life For Rent                                  | Coescritor, coproductor        | Dido Armstrong, Rollo Armstrong                               | Dido Armstrong, Rollo Armstrong                                            |
| "Closer"                                                                | 2003         | Dido                                  | Life For Rent                                  | Coescritor, coproductor        | Dido Armstrong, Rollo Armstrong                               | Dido Armstrong, Rollo Armstrong                                            |
| "When You Say You Love Me"                                              | 2004         | Human Nature                          | Walk The Tightrope                             | Coescritor, productor          | Darren Hayes                                                  | -                                                                          |
| "Meant to Be"                                                           | 2004         | Human Nature                          | Walk The Tightrope                             | Coescritor, productor          | Billy Steinberg, Jennie Löfgren                               | -                                                                          |
| "Mi Abbandono A Te"                                                     | 2004         | Laura Pausini                         | Resta In Ascolto                               | Coescritor, coproductor        | Madonna                                                       | John Themis                                                                |
| "If It's Too Late"                                                      | 2004         | Natalia                               | This Time                                      | Coescritor                     | Gregg Alexander, Kara DioGuardi                               | -                                                                          |
| "Dance"                                                                 | 2004         | Shaznay Lewis                         | Open                                           | Coescritor, coproductor        | Shaznay Lewis, Wayne Rodriques                                | Wayne Rodriques                                                            |
| "Never Felt Like This Before"                                           | 2004         | Shaznay Lewis                         | Open                                           | Coescritor, productor          | Shaznay Lewis                                                 | -                                                                          |
| "You"                                                                   | 2004         | Shaznay Lewis                         | Open                                           | Coescritor, productor          | Shaznay Lewis                                                 | -                                                                          |
| "Just Hold On"                                                          | 2005         | Texas                                 | Red Book                                       | Coescritor, coproductor        | Johnny McElhone, Sharleen Spiteri                             | Johnny McElhone                                                            |
| "Hypnotic"                                                              | 2005         | Craig David                           | The Story Goes...                              | Coescritor, productor          | Craig David                                                   | -                                                                          |
| "One Last Dance"                                                        | 2005         | Craig David                           | The Story Goes...                              | Coescritor, productor          | Craig David                                                   | -                                                                          |
| "Just Chillin'"                                                         | 2005         | Craig David                           | The Story Goes...                              | Coescritor, productor          | Craig David                                                   | -                                                                          |
| "Even God Can’t Change The Past"                                        | 2005         | Charlotte Church                      | Tissues and Issues                             | Coescritor                     | George O'Dowd, John Themis                                    | -                                                                          |
| "In God's Hands"                                                        | 2006         | Nelly Furtado                         | Loose                                          | Coescritor, coproductor        | Nelly Furtado                                                 | Nelly Furtado                                                              |
| "Chick Fit"                                                             | 2006         | All Saints                            | Studio 1                                       | Coescritor, productor          | Shaznay Lewis                                                 | -                                                                          |
| "A Teardrop Hitting The Ground"                                         | 2006         | The Veronicas                         | The Secret Life Of...                          | Coescritor, coproductor        | Kelli Ali                                                     | Stuart Price                                                               |
| "Nervous in the Light of Dawn"                                          | 2006         | Leigh Nash                            | Blue On Blue                                   | Coescritor                     | Billy Steinberg, Matt Slocum                                  | -                                                                          |
| "My Idea Of Heaven"                                                     | 2006         | Leigh Nash                            | Blue On Blue                                   | Coescritor                     | Billy Steinberg                                               | -                                                                          |
| "Everytime It Rains"                                                    | 2006         | Sean Ensign                           | Finally                                        | Coescritor                     | Billy Steinberg, Maria Vidal                                  | -                                                                          |
| "Jealous Girl"                                                          | 2006         | Nana Tanimura                         | Say Good-bye                                   | Coescritor                     | Cathy Dennis                                                  | -                                                                          |
| "Put Your Arms Around Me"                                               | 2007         | Sandra                                | The Art Of Love                                | Coescritor                     | Sinead O'Connor                                               | -                                                                          |
| "Runaway"                                                               | 2007         | Nelly Furtado                         | Te Busqué                                      | Coescritor                     | Nelly Furtado                                                 | -                                                                          |
| "I Can't Wait"                                                          | 2007         | Young Divas                           | New Attitude                                   | Coescritor                     | Stevie Nicks, Eric Pressly                                    | -                                                                          |
| "Green Light"                                                           | 2007         | John Legend                           | Evolver                                        | Coescritor                     | Andre Benjamin, Fin Greenall, James Ho, John Stephens         | -                                                                          |
| "My Heart Can't Change"                                                 | 2008         | Taylor Dayne                          | Satisfied                                      | Coescritor                     | Gregg Alexander                                               | Gregg Alexander                                                            |
| "Music In My Soul"                                                      | 2008         | Sandi Thom                            | The Pink & The Lily                            | Coescritor                     | Sandi Thom                                                    | -                                                                          |
| "Next Plane Home"                                                       | 2008         | Daniel Powter                         | Under The Radar                                | Coescritor                     | Daniel Powter                                                 | -                                                                          |
| "Soon We'll Be Found"                                                   | 2008         | Sia                                   | Some People Have Real Problems                 | Coescritor                     | Sia                                                           | -                                                                          |
| "Fallin' For You"                                                       | 2009         | Colbie Caillat                        | Breakthrough                                   | Coescritor, coproductor        | Colbie Caillat                                                | John Shanks, Ken Caillat                                                   |
| "Runnin' Around"                                                        | 2009         | Colbie Caillat                        | Breakthrough                                   | Coescritor, coproductor        | Colbie Caillat                                                | Ken Caillat                                                                |
| "Break Through"                                                         | 2009         | Colbie Caillat                        | Breakthrough                                   | Coescritor                     | Colbie Caillat                                                | -                                                                          |
| "It Stops Today"                                                        | 2009         | Colbie Caillat                        | Breakthrough                                   | Coescritor, coproductor        | Colbie Caillat                                                | Ken Caillat                                                                |
| "Don't Hold Me Down"                                                    | 2009         | Colbie Caillat                        | Breakthrough                                   | Coescritor                     | Colbie Caillat                                                | -                                                                          |
| "Never Let You Go"                                                      | 2009         | Colbie Caillat                        | Breakthrough                                   | Coescritor                     | Colbie Caillat                                                | -                                                                          |
| "Leave A Light On For Me"                                               | 2009         | Erik Grönwall                         | Erik Grönwall                                  | Coescritor                     | Ellen Shipley                                                 | -                                                                          |
| "Hang On"                                                               | 2010         | Weezer                                | Hurley                                         | Coescritor                     | Rivers Cuomo                                                  | -                                                                          |
| "Unbreakable"                                                           | 2010         | Dennis                                | Blonde                                         | Coescritor                     | Joss Stone                                                    | -                                                                          |
| "Plague Of Love"                                                        | 2010         | Katie Melua                           | The House                                      | Coescritor                     | Katie Melua                                                   | -                                                                          |
| "Twisted"                                                               | 2010         | Katie Melua                           | The House                                      | Coescritor                     | Katie Melua                                                   | -                                                                          |
| "I Love You Forever"                                                    | 2010         | Jewel                                 | Sweet and Wild                                 | Coescritor                     | Jewel                                                         | -                                                                          |
| "Satisfied"                                                             | 2010         | CeeLo Green                           | The Lady Killer                                | Coescritor                     | Thomas Callaway                                               | -                                                                          |
| "Cry Baby"                                                              | 2010         | CeeLo Green                           | The Lady Killer                                | Coescritor                     | Thomas Callaway                                               | -                                                                          |
| "Standing Right In Front Of You"                                        | 2010         | Keith Urban                           | Defying Gravity                                | Coescritor                     | Keith Urban                                                   | -                                                                          |
| "Thank You"                                                             | 2010         | Keith Urban                           | Defying Gravity                                | Coescritor                     | Keith Urban                                                   | -                                                                          |
| "I Follow Rivers"                                                       | 2011         | Lykke Li                              | Wounded Rhymes                                 | Coescritor                     | Lykke Li, Bjorn Yttling                                       | -                                                                          |
| "Youth Knows No Pain"                                                   | 2011         | Lykke Li                              | Wounded Rhymes                                 | Coescritor                     | Lykke Li, Bjorn Yttling                                       | -                                                                          |
| "Love Out of Lust"                                                      | 2011         | Lykke Li                              | Wounded Rhymes                                 | Coescritor                     | Lykke Li, Bjorn Yttling                                       | -                                                                          |
| "Sadness Is a Blessing"                                                 | 2011         | Lykke Li                              | Wounded Rhymes                                 | Coescritor                     | Lykke Li, Bjorn Yttling                                       | -                                                                          |
| "Jerome"                                                                | 2011         | Lykke Li                              | Wounded Rhymes                                 | Coescritor                     | Lykke Li, Bjorn Yttling                                       | -                                                                          |
| "Brixton Briefcase" featuring CeeLo Green                               | 2011         | Chase & Status                        | No More Idols                                  | Coescritor, coproductor        | CeeLo Green                                                   | Chase & Status                                                             |
| "In Love With The World"                                                | 2011         | Aura Dione                            | Before the Dinosaurs                           | Coescritor, coproductor        | Aura Dione                                                    | Devrim Karaoglu                                                            |
| "Into the Wild"                                                         | 2011         | Aura Dione                            | Before the Dinosaurs                           | Coescritor, productor          | Aura Dione                                                    | -                                                                          |
| "Masterpiece"                                                           | 2011         | Aura Dione                            | Before the Dinosaurs                           | Coescritor, coproductor        | Aura Dione, Devrim Karaoglu                                   | Devrim Karaoglu                                                            |
| "America"                                                               | 2011         | Aura Dione                            | Before the Dinosaurs                           | Coescritor, coproductor        | Aura Dione, Devrim Karaoglu                                   | Devrim Karaoglu                                                            |
| "Recipe"                                                                | 2011         | Aura Dione                            | Before the Dinosaurs                           | Coescritor, coproductor        | Aura Dione                                                    | Devrim Karaoglu                                                            |
| "Superhuman"                                                            | 2011         | Aura Dione                            | Before the Dinosaurs                           | Coescritor, coproductor        | Aura Dione                                                    | Devrim Karaoglu                                                            |
| "Before The Dinosaurs"                                                  | 2011         | Aura Dione                            | Before the Dinosaurs                           | Coescritor, productor          | Aura Dione                                                    | -                                                                          |
| "Before I Let You Go"                                                   | 2011         | Colbie Caillat                        | All Of You                                     | Coescritor                     | Colbie Caillat                                                | -                                                                          |
| "What If"                                                               | 2011         | Colbie Caillat                        | All Of You                                     | Coescritor                     | Colbie Caillat, Jason Reeves                                  | -                                                                          |
| "Dream Life, Life"                                                      | 2011         | Colbie Caillat                        | All Of You                                     | Coescritor                     | Colbie Caillat                                                | -                                                                          |
| "Living In The Moment"                                                  | 2011         | Jason Mraz                            | Love Is A Four Letter Word                     | Coescritor, coproductor        | Jason Mraz                                                    | Joe Chiccarelli                                                            |
| "The World As I See It"                                                 | 2011         | Jason Mraz                            | Love Is A Four Letter Word                     | Coescritor, coproductor        | Jason Mraz                                                    | Joe Chiccarelli                                                            |
| "Believers (Arab Spring)"                                               | 2012         | Nelly Furtado                         | The Spirit Indestructible                      | Coescritor, productor          | Nelly Furtado                                                 | Bob Rock, Nelly Furtado                                                    |
| "End of The World"                                                      | 2012         | Nelly Furtado                         | The Spirit Indestructible                      | Coescritor/vocal producer      | Nelly Furtado                                                 | Fraser T Smith                                                             |
| "Play"                                                                  | 2012         | Nelly Furtado                         | The Spirit Indestructible                      | Coescritor, productor          | Nelly Furtado, DK                                             | DK                                                                         |
| "American"                                                              | 2012         | Lana Del Rey                          | Paradise EP                                    | Coescritor, productor          | Elizabeth Grant, Emile Haynie                                 | Emile Haynie                                                               |
| "Cola"                                                                  | 2012         | Lana Del Rey                          | Paradise EP                                    | Coescritor, productor          | Elizabeth Grant                                               | DK                                                                         |
| "Body Electric"                                                         | 2012         | Lana Del Rey                          | Paradise EP                                    | Coescritor, productor          | Elizabeth Grant                                               | Dan Heath                                                                  |
| "Nineteen Again"                                                        | 2012         | Ronan Keating                         | Fires                                          | Coescritor, productor          | Gregg Alexander                                               | Gregg Alexander, Dean Reid                                                 |
| "Get Back to What Is Real"                                              | 2012         | Ronan Keating                         | Fires                                          | Coescritor, productor          | Gregg Alexander                                               | Gregg Alexander, Dean Reid                                                 |
| "Will You Ever Be Mine?"                                                | 2012         | Ronan Keating                         | Fires                                          | Coescritor, productor          | Gregg Alexander                                               | Gregg Alexander, Dean Reid                                                 |
| "Bubblegum Bitch"                                                       | 2012         | Marina and the Diamonds               | Electra Heart                                  | Coescritor, productor          | Marina Diamandis                                              | Dean Reid                                                                  |
| "Homewrecker"                                                           | 2012         | Marina and the Diamonds               | Electra Heart                                  | Coescritor, productor          | Marina Diamandis                                              | -                                                                          |
| "The State of Dreaming"                                                 | 2012         | Marina and the Diamonds               | Electra Heart                                  | Coescritor, productor          | Marina Diamandis, Devrim Karaoglu                             | Devrim Karaoglu                                                            |
| "Valley of The Dolls"                                                   | 2012         | Marina and the Diamonds               | Electra Heart                                  | Coescritor, productor          | Marina Diamandis, Devrim Karaoglu                             | Devrim Karaoglu                                                            |
| "Hypocrates"                                                            | 2012         | Marina and the Diamonds               | Electra Heart                                  | Coescritor, productor          | Marina Diamandis                                              | Devrim Karaoglu                                                            |
| "Summertime Sadness"                                                    | 2012         | Lana Del Rey                          | Born to Die                                    | Coescritor, coproductor        | Elizabeth Grant                                               | Emile Haynie                                                               |
| "Dark Paradise"                                                         | 2012         | Lana Del Rey                          | Born to Die                                    | Coescritor, coproductor        | Elizabeth Grant                                               | Emile Haynie                                                               |
| "Lucky Ones"                                                            | 2012         | Lana Del Rey                          | Born to Die                                    | Coescritor, coproductor        | Elizabeth Grant                                               | Emile Haynie                                                               |
| "West Coast"                                                            | 2014         | Lana Del Rey                          | Ultraviolence                                  | Coescritor                     | Elizabeth Grant                                               | -                                                                          |
| "Shades of Cool"                                                        | 2014         | Lana Del Rey                          | Ultraviolence                                  | Coescritor                     | Elizabeth Grant                                               | -                                                                          |
| "Sad Girl"                                                              | 2014         | Lana Del Rey                          | Ultraviolence                                  | Coescritor, productor vocal    | Elizabeth Grant                                               | Dan Auerbach                                                               |
| "Black Beauty"                                                          | 2014         | Lana Del Rey                          | Ultraviolence                                  | Coescritor, productor vocal    | Elizabeth Grant                                               | Paul Epworth                                                               |
| "Guns and Roses"                                                        | 2014         | Lana Del Rey                          | Ultraviolence                                  | Coescritor, productor          | Elizabeth Grant                                               | Lana Del Rey, Lee Foster                                                   |
| "Is This Happiness"                                                     | 2014         | Lana Del Rey                          | Ultraviolence                                  | Coescritor                     | Elizabeth Grant                                               | -                                                                          |
| "Gunshot"                                                               | 2014         | Lykke Li                              | I Never Learn                                  | Coescritor                     | Lykke Li, Bjorn Yttling                                       | -                                                                          |
| "Silver Line"                                                           | 2014         | Lykke Li                              | I Never Learn                                  | Coescritor                     | Lykke Li, Bjorn Yttling, Greg Kurstin                         | -                                                                          |
| "Love Me Like I'm Not Made of Stone"                                    | 2014         | Lykke Li                              | I Never Learn                                  | Coescritor                     | Lykke Li, Bjorn Yttling                                       | -                                                                          |
| "Heart of Steel"                                                        | 2014         | Lykke Li                              | I Never Learn                                  | Coescritor                     | Lykke Li, Bjorn Yttling                                       | -                                                                          |
| "Untangled Love"                                                        | 2015         | Brandon Flowers                       | The Desired Effect                             | Coescritor                     | Brandon Flowers                                               | -                                                                          |
| "Loud Places" (featuring Romy)                                          | 2015         | Jamie xx                              | In Colour                                      | Coescritor                     | Jamie Smith, Romy Madley Croft, David Matthews, Tony Sarafino | -                                                                          |
| "High by the Beach"                                                     | 2015         | Lana Del Rey                          | Honeymoon                                      | Coescritor, productor          | Elizabeth Grant, Kieron Menzies                               | Lana Del Rey, Kieron Menzies                                               |
| "Music To Watch Boys To"                                                | 2015         | Lana Del Rey                          | Honeymoon                                      | Coescritor, productor          | Elizabeth Grant                                               | Lana Del Rey, Kieron Menzies                                               |
| "Honeymoon"                                                             | 2015         | Lana Del Rey                          | Honeymoon                                      | Coescritor, productor          | Elizabeth Grant                                               | Lana Del Rey, Kieron Menzies                                               |
| "Terrence Loves You"                                                    | 2015         | Lana Del Rey                          | Honeymoon                                      | Coescritor, productor          | Elizabeth Grant                                               | Lana Del Rey, Kieron Menzies                                               |
| "God Knows I Tried"                                                     | 2015         | Lana Del Rey                          | Honeymoon                                      | Coescritor, productor          | Elizabeth Grant                                               | Lana Del Rey, Kieron Menzies                                               |
| "Freak"                                                                 | 2015         | Lana Del Rey                          | Honeymoon                                      | Coescritor, productor          | Elizabeth Grant                                               | Lana Del Rey, Kieron Menzies                                               |
| "Art Deco"                                                              | 2015         | Lana Del Rey                          | Honeymoon                                      | Coescritor, productor          | Elizabeth Grant                                               | Lana Del Rey, Kieron Menzies                                               |
| "Burnt Norton (Interlude)"                                              | 2015         | Lana Del Rey                          | Honeymoon                                      | Productor                      | -                                                             | Lana Del Rey, Kieron Menzies                                               |
| "Religion"                                                              | 2015         | Lana Del Rey                          | Honeymoon                                      | Coescritor, productor          | Elizabeth Grant                                               | Lana Del Rey, Kieron Menzies                                               |
| "Salvatore"                                                             | 2015         | Lana Del Rey                          | Honeymoon                                      | Coescritor, productor          | Elizabeth Grant                                               | Lana Del Rey, Kieron Menzies                                               |
| "The Blackest Day"                                                      | 2015         | Lana Del Rey                          | Honeymoon                                      | Coescritor, productor          | Elizabeth Grant                                               | Lana Del Rey, Kieron Menzies                                               |
| "24"                                                                    | 2015         | Lana Del Rey                          | Honeymoon                                      | Coescritor, productor          | Elizabeth Grant                                               | Lana Del Rey, Kieron Menzies                                               |
| "Swan Song"                                                             | 2015         | Lana Del Rey                          | Honeymoon                                      | Coescritor, productor          | Elizabeth Grant                                               | Lana Del Rey, Kieron Menzies                                               |
| "Don't Let Me Be Misunderstood"                                         | 2015         | Lana Del Rey                          | Honeymoon                                      | Productor                      | -                                                             | Lana Del Rey, Kieron Menzies                                               |
| "Magnetised"                                                            | 2016         | Tom Odell                             | Wrong Crowd                                    | Coescritor, productor          | Tom Odell                                                     | Tom Odell, Jim Abbiss                                                      |
| "Still Getting Used to Being On My Own"                                 | 2016         | Tom Odell                             | Wrong Crowd                                    | Coescritor                     | Tom Odell                                                     | -                                                                          |
| "Unwravelling"                                                          | 2016         | Melanie C                             | Version of Me                                  | Coescritor                     | Melanie Chisholm                                              | -                                                                          |
| "Wicked Love"                                                           | 2016         | Foxes                                 | All I Need                                     | Coescritor                     | Louisa Rose Allen, Maureen McDonald                           | -                                                                          |
| "Good to Love"                                                          | 2016         | FKA Twigs                             |                                                | Coescritor, productor          | Tahliah Barnett, Cy An                                        | FKA Twigs                                                                  |
| "Lost in Your Light (featuring Miguel)                                  | 2017         | Dua Lipa                              | Dua Lipa                                       | Coescritor                     | Dua Lipa, Miguel Pimental                                     | -                                                                          |
| "Love"                                                                  | 2017         | Lana Del Rey                          | Lust for Life                                  | Coescritor, productor          | Elizabeth Grant, Benjamin Levin, Emile Haynie                 | Lana Del Rey, Emile Haynie, Benny Blanco, Kieron Menzies                   |
| "Lust for Life" (featuring The Weeknd)                                  | 2017         | Lana Del Rey                          | Lust for Life                                  | Coescritor, productor          | Elizabeth Grant, Abel Tesfaye, Karl Sandberg                  | Lana Del Rey, Kieron Menzies, Dean Reid, Max Martin                        |
| "13 Beaches"                                                            | 2017         | Lana Del Rey                          | Lust for Life                                  | Coescritor, productor          | Elizabeth Grant                                               | Lana Del Rey, Kieron Menzies, Dean Reid, Mighty Mike                       |
| "Cherry"                                                                | 2017         | Lana Del Rey                          | Lust for Life                                  | Productor                      | -                                                             | Lana Del Rey, Tim Larcombe, Dean Reid, Kieron Menzies                      |
| "White Mustang"                                                         | 2017         | Lana Del Rey                          | Lust for Life                                  | Coescritor, productor          | Elizabeth Grant                                               | Lana Del Rey, Kieron Menzies, Dean Reid                                    |
| "Summer Bummer" (featuring ASAP Rocky & Playboi Carti)                  | 2017         | Lana Del Rey                          | Lust for Life                                  | Productor                      | -                                                             | Boi-1da, Jahaan Sweet                                                      |
| "Groupie Love" (featuring ASAP Rocky)                                   | 2017         | Lana Del Rey                          | Lust for Life                                  | Coescritor, productor          | Elizabeth Grant, Rakim Mayers                                 | Lana Del Rey, Kieron Menzies, Dean Reid                                    |
| "In My Feelings"                                                        | 2017         | Lana Del Rey                          | Lust for Life                                  | Coescritor, productor          | Elizabeth Grant                                               | Lana Del Rey, Kieron Menzies, Dean Reid                                    |
| "Coachella - Woodstock in My Mind"                                      | 2017         | Lana Del Rey                          | Lust for Life                                  | Coescritor, productor          | Elizabeth Grant                                               | Lana Del Rey, Kieron Menzies, Dean Reid                                    |
| "God Bless America and All the Beautiful Women in It"                   | 2017         | Lana Del Rey                          | Lust for Life                                  | Coescritor, productor          | Elizabeth Grant                                               | Kieron Menzies, Dean Reid, Metro Boomin, Lana Del Rey                      |
| "When the World Was At War We Kept Dancing"                             | 2017         | Lana Del Rey                          | Lust for Life                                  | Coescritor, productor          | Elizabeth Grant, Dean Reid                                    | Lana Del Rey, Kieron Menzies, Dean Reid                                    |
| "Beautiful People Beautiful Problems" (featuring Stevie Nicks)          | 2017         | Lana Del Rey                          | Lust for Life                                  | Coescritor, productor          | Elizabeth Grant, Justin Parker, Stephanie Lynn Nicks          | Lana Del Rey, Kieron Menzies, Dean Reid                                    |
| "Tomorrow Never Came" (featuring Sean Lennon)                           | 2017         | Lana Del Rey                          | Lust for Life                                  | Coescritor, productor          | Elizabeth Grant, Sean Ono Lennon                              | Lana Del Rey, Sean Lennon                                                  |
| "Heroin"                                                                | 2017         | Lana Del Rey                          | Lust for Life                                  | Coescritor, productor          | Elizabeth Grant                                               | Lana Del Rey, Kieron Menzies, Dean Reid, Mighty Mike                       |
| "Change"                                                                | 2017         | Lana Del Rey                          | Lust for Life                                  | Coescritor, productor          | Elizabeth Grant                                               | Lana Del Rey, Kieron Menzies                                               |
| "Get Free"                                                              | 2017         | Lana Del Rey                          | Lust for Life                                  | Coescritor, productor          | Elizabeth Grant, Kieron Menzies                               | Lana Del Rey, Kieron Menzies, Dean Reid                                    |
| "Hunt You Down"                                                         | 2017         | Kesha                                 | Rainbow                                        | Coescritor, productor          | Kesha Sebert                                                  | -                                                                          |
| "To Be Human" (featuring Labrinth)                                      | 2017         | Sia                                   | Wonder Woman BSO                               | Coescritor                     | Florence Welch                                                | -                                                                          |
| "Norman Fucking Rockwell"                                               | 2017         | 2019                                  | Lana Del Rey                                   | Elizabeth Grant, Jack Antonoff | Lana Del Rey, Jack Antonoff                                   |                                                                            |
| "Mariners Apartments Complex"                                           | Lana Del Rey | 2019                                  | Elizabeth Grant, Jack Antonoff                 | Lana Del Rey, Jack Antonoff    |                                                               |                                                                            |
| "Venice Bitch"                                                          | Lana Del Rey | 2019                                  | Elizabeth Grant, Jack Antonoff                 | Lana Del Rey, Jack Antonoff    |                                                               |                                                                            |
| "Fuck it, I Love You"                                                   | Lana Del Rey | 2019                                  | Elizabeth Grant, Jack Antonoff                 | Lana Del Rey, Jack Antonoff    |                                                               |                                                                            |
| "Doin' Time"                                                            | Lana Del Rey | 2019                                  | Elizabeth Grant, Jack Antonoff                 | Lana Del Rey, Jack Antonoff    |                                                               |                                                                            |
| "Love Song"                                                             | Lana Del Rey | 2019                                  | Elizabeth Grant, Jack Antonoff                 | Lana Del Rey, Jack Antonoff    |                                                               |                                                                            |
| "Cinnamon Girl"                                                         | Lana Del Rey | 2019                                  | Elizabeth Grant, Jack Antonoff                 | Lana Del Rey, Jack Antonoff    |                                                               |                                                                            |
| "How to Disappear"                                                      | Lana Del Rey | 2019                                  | Elizabeth Grant, Jack Antonoff                 | Lana Del Rey, Jack Antonoff    |                                                               |                                                                            |
| "California"                                                            | Lana Del Rey | 2019                                  | Elizabeth Grant, Jack Antonoff                 | Lana Del Rey, Jack Antonoff    |                                                               |                                                                            |
| "The Next Best American Record"                                         | Lana Del Rey | 2019                                  | Elizabeth Grant, Jack Antonoff                 | Lana Del Rey, Jack Antonoff    |                                                               |                                                                            |
| "The Greatest"                                                          | Lana Del Rey | 2019                                  | Elizabeth Grant, Jack Antonoff                 | Lana Del Rey, Jack Antonoff    |                                                               |                                                                            |
| "Bartender"                                                             | Lana Del Rey | 2019                                  | Elizabeth Grant, Jack Antonoff                 | Lana Del Rey, Jack Antonoff    |                                                               |                                                                            |
| "Happiness Is a Butterfly"                                              | Lana Del Rey | 2019                                  | Elizabeth Grant, Jack Antonoff                 | Lana Del Rey, Jack Antonoff    |                                                               |                                                                            |
| "Hope Is a Dangerous Thing for a Woman Like Me to Have – but I Have It" | Lana Del Rey | 2019                                  | Elizabeth Grant, Jack Antonoff                 | Lana Del Rey, Jack Antonoff    |                                                               |                                                                            |